# هیلی استاینفلد
هیلی استاینفلد (انگلیسی: Hailee Steinfeld؛ زادهٔ ۱۱ دسامبر ۱۹۹۶) بازیگر و خوانندهٔ آمریکایی است. او نقش برجسته‌اش را در فیلم وسترن شهامت واقعی (۲۰۱۰) داشت که برای آن افتخارات گوناگونی از قبیل نامزدی جایزۀ اسکار بهترین بازیگر نقش مکمل زن و جایزۀ بفتای بهترین بازیگر نقش اول زن را کسب کرد.
به‌دنبال حضور در فیلم علمی تخیلی بازی اندر و کمدی-درام دوباره شروع کن (هر دو ۲۰۱۳)، استاینفلد با بازی در کمدی آوازخوان حرفه‌ای ۲ (۲۰۱۵) و فیلم دورهٔ بلوغ آستانه هفده‌سالگی (۲۰۱۶) نگاه بیشتری به خود جلب کرد؛ او برای بازی در فیلم دوم نامزد جایزهٔ گلدن گلوب شد. پرفروش‌ترین اکرانش، فیلم اکشن بامبلبی (۲۰۱۸) بود. استاینفلد صداپیشهٔ گوئن استیسی / زن عنکبوتی در مرد عنکبوتی: به درون دنیای عنکبوتی (۲۰۱۸) و مرد عنکبوتی: در میان دنیای عنکبوتی (۲۰۲۳) و همچنین شخصیت وای در مجموعهٔ تلویزیونی پویانمایی آرکین (۲۰۲۱–۲۰۲۴) بوده است. او همچنین امیلی دیکینسون در مجموعهٔ کمدی-درام دیکینسون (۲۰۱۹–۲۰۲۱) و کیت بیشاپ در دنیای سینمایی مارول و مینی‌سریال ابرقهرمانی هاکای (۲۰۲۱) را به تصویر کشید.

## زندگی شخصی
استاینفلد در سال ۲۰۱۶ با کامرون اسمولر در اینستاگرام آشنا شد. آنها اولین حضور عمومی خود را به عنوان یک زوج در یک مهمانی گلدن گلوب در اوایل سال ۲۰۱۷ انجام دادند، اما در نوامبر ۲۰۱۷ از هم جدا شدند. او در دسامبر ۲۰۱۷ با خواننده ایرلندی نایل هوران آشنا شد. این دو یک سال بعد در دسامبر ۲۰۱۸ از هم جدا شدند.

## حرفه

### ۲۰۰۷–۲۰۱۵: پیشرفت و شناخت انتقادی

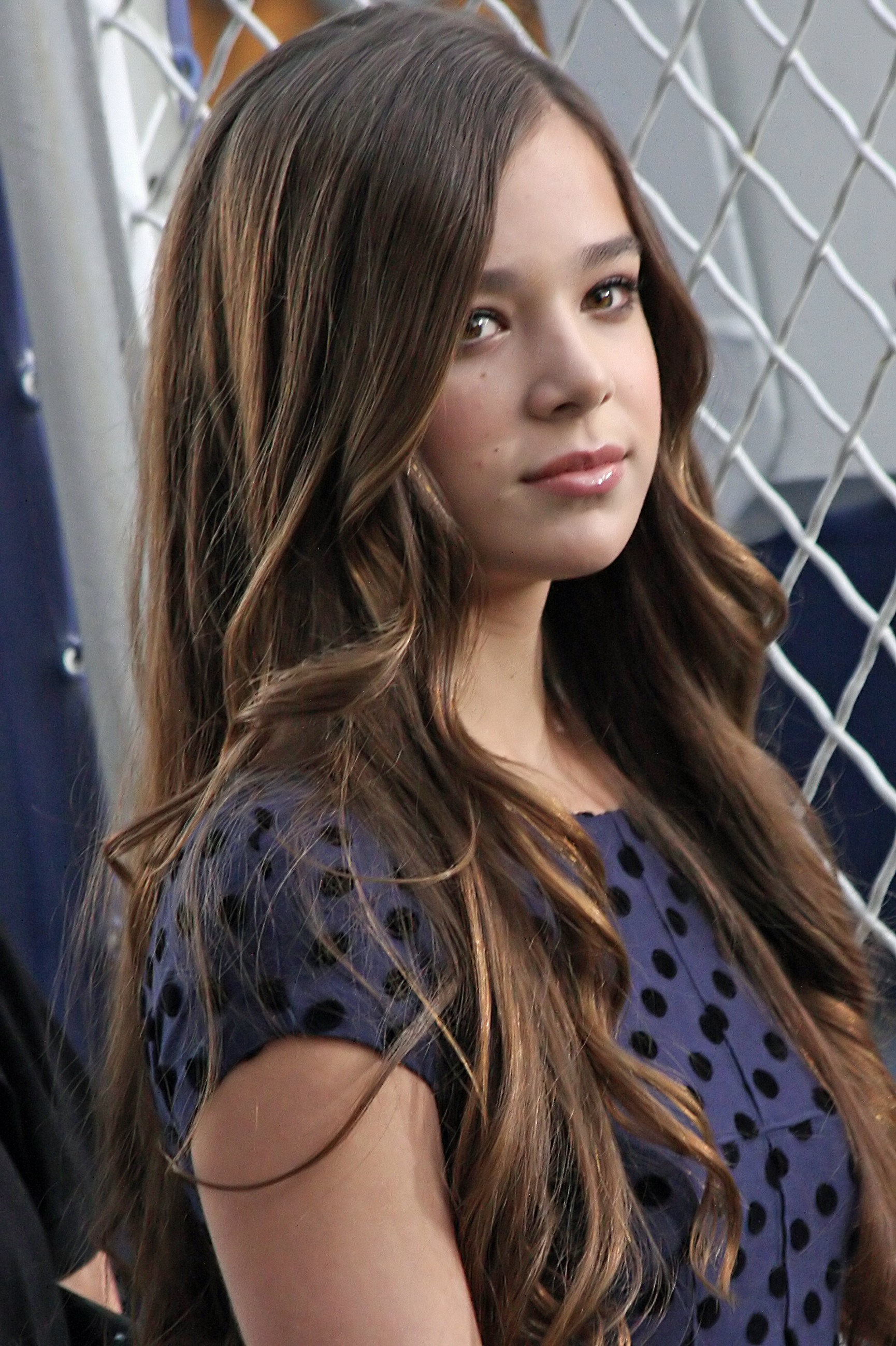
استاینفلد در اولین نمایش اسب مسابقه در سپتامبر ۲۰۱۰

استاینفلد بازیگری را در ۱۰ سالگی آغاز کرد. او در چندین فیلم کوتاه ظاهر شد، از جمله بازی وی، در نقش تالیا آلدن در فیلم او یک روباه است که برنده جایزه‌های متعدد شد. هنگامی که ۱۳ سال داشت استاینفلد برای نقش متی راس در فیلم شهامت واقعی (۲۰۱۰) انتخاب شد. این فیلم در دسامبر ۲۰۱۰ به صورت بین‌المللی منتشر شد. ریچارد کورلیس از مجله تایم، اجرای او را یکی از ۱۰ تای برتر سال ۲۰۱۰ نامید و نوشت که استاینفلد «دیالوگ اوروتون را طوری ارائه می‌کند که گویی ساده‌ترین زبان بومی است، به افراد بد خیره می‌شود، قلب‌ها را به دست می‌آورد. این یک هدیه واقعی است.» نقدهای راجر ایبرت، لس آنجلس تایمز، و رولینگ استون نیز تحسین‌برانگیز بود. این نقش باعث شد استاینفلد در هشتاد و سومین دوره جوایز اسکار نامزدی جایزه اسکار بهترین بازیگر نقش مکمل زن شود. این جایزه به ملیسا لئو رسید. در ماه مه ۲۰۱۱، پنج ماه پس از انتشار شهامت واقعی، او به عنوان چهره جدید برند طراح ایتالیایی میو میو انتخاب شد.

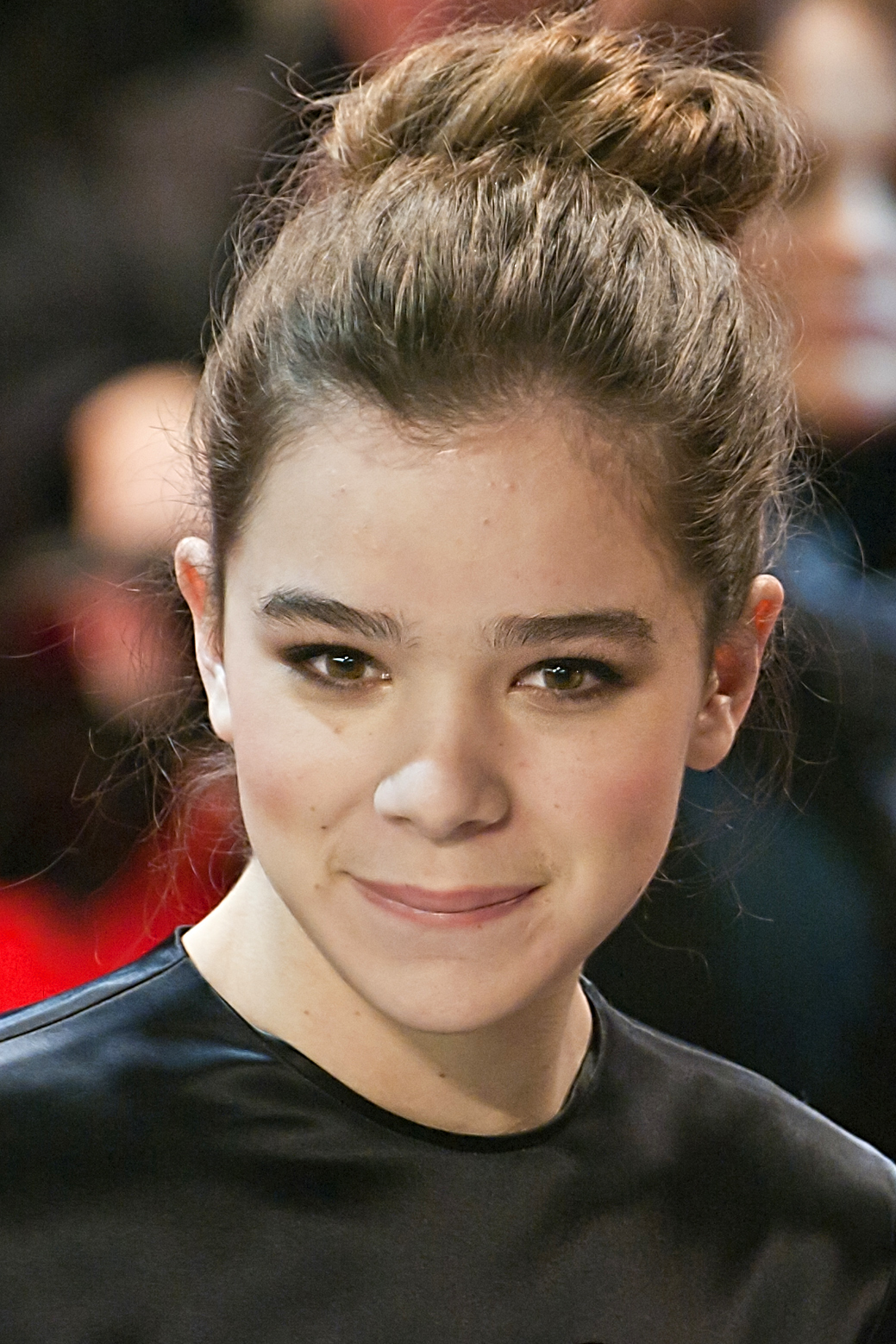
استاینفلد در شصت و یکمین جشنواره بین‌المللی فیلم برلین در فوریه ۲۰۱۱

در سال ۲۰۱۱، استاینفلد در سن ۱۴ سالگی برای بازی در نقش ژولیت در اقتباسی از رومئو و ژولیت در سال ۲۰۱۳ انتخاب شد. این نقش در ابتدا برای یک بازیگر ۲۲ ساله در نظر گرفته شده بود. نگرانی‌هایی در مورد برهنگی وی، در فیلم وجود داشت، اما کارگردان آن توضیح داد که زمانی که استاینفلد برای بازیگری انتخاب شد، فیلمنامه آن را برای سن مناسب تغییر داد. این فیلم در اکتبر ۲۰۱۳ با بازخوردهای ضعیف در ایالات متحده و سطح بین‌المللی منتشر شد. استاینفلد در نقش پترا آرکانیان در بازی اندر، یک فیلم علمی-تخیلی اکشن ماجراجویی بر اساس کتاب اورسن اسکات کارد بازی کرد. این فیلم در ۱ نوامبر ۲۰۱۳ منتشر شد.
استاینفلد نقش واویلت مولیگان، یکی از بازیگران درام عاشقانه دوباره شروع کن را بازی کرد. این فیلم در ۲۷ ژوئن ۲۰۱۴ در ایالات متحده اکران محدود داشت و در آخر هفته افتتاحیه ۱۳۴٬۰۶۴ دلار فروخت؛ در ۱۱ ژوئیه به صورت گسترده منتشر شد. در ۲۹ اوت توسط واینستین کمپانی، باز منتشر شد. پارامونت پیکچرز در سال ۲۰۱۱ قراردادی را برای حقوق نمایش رمان گربه پاتریک فراموش شده بست و اعلام کرد که در پروژه ای که هنوز فیلمبرداری نشده است تا تاریخ ۲۰۱۵ در نقش لندن لین بازی خواهد کرد. در سال ۲۰۱۴، اعلام شد که استاینفلد در نقش مین گرین در اقتباسی از کتاب کمدی رمانتیک دنیل هندلر چرا از هم جدا شدیم، بازی خواهد کرد، اما تا سال ۲۰۲۲، فیلم به مرحله تولید نرسیده بود.
استاینفلد در نقش الیزا در مقابل ایسا باترفیلد، بازیگر نقش اول فیلم بازیِ اندر در فیلم اقتباسی از ده‌هزار قدیس، که در ۲۳ ژانویه ۲۰۱۵ در جشنواره فیلم ساندنس سال ۲۰۱۵ نمایش داده شد، انتخاب شد. استاینفلد در ابتدا برای ایفای نقش نقش اول زن در فیلم برای سگ‌ها در سال ۲۰۱۵ انتخاب شد، اما بازیگر نقش اول زن اما رابرتس جایگزین وی شد. در بهار ۲۰۱۴، استاینفلد به عنوان صدای آنه فرانک برای نمایشگاهی دربارهٔ فرانک در موزه تساهل روایت کرد. در ماه اکتبر، او برای بازی در نقش هادلی در فیلم احتمال آماری عشق در نگاه اول بر اساس رمانی به همین نام نوشته جنیفر ای. اسمیت انتخاب شد. اما آن فیلم تا اوایل سال ۲۰۲۲ هنوز ساخته نشده بود. استاینفلد در ژانویه ۲۰۱۵ به عنوان ستاره فیلم اقتباسی کری پیلبی، رمان بزرگسالان جوان کارن لیسنر اعلام شد. او پروژه را به دلیل درگیری‌های برنامه‌ریزی ترک کرد. در ماه مارس، استاینفلد یکی از صداپیشگان دوبله انگلیسی زبانِ انیمیشنِ ژاپنی وقتی مارنی آنجا بود بود استاینفلد نقش آنا ساساکی را در کنار کرنان شیپکا در نقش مارنی ایفا می‌کرد. در آوریل ۲۰۱۵، استاینفلد برای نقش اصلی در قلب مرا هزار بار بشکن بر اساس رمان ژانر بزرگسالان، نوشته دنیل واترز انتخاب شد. قرار بود اسکات اسپیر این فیلم را کارگردانی کند، اما این فیلم تا سال ۲۰۲۲ ساخته نشده است.
استاینفلد در موزیک ویدیوی «کینه» اثر تیلور سوئیفت با حضور کندریک لمار در نقش ترینیتی بازی کرد. این ویدیو برای اولین بار در مراسم جوایز موسیقی بیلبورد در سال ۲۰۱۵ در روز ۱۷ می ۲۰۱۵ پخش شد و در جایزه بهترین ویدیوی سال برنده جایزه موزیک ویدیوی MTV شد. استاینفلد در فیلم محدود منتشر شدهٔ غیرمرگبار بازی کرد. این فیلم توسط کایل نیومن کارگردانی شد و در ۲۹ می ۲۰۱۵ منتشر شد. استاینفلد در آوازخوان حرفه‌ای ۲ در کنار آنا کندریک، ربل ویلسون و الیزابت بنکس که کارگردان فیلم هم بودند، همبازی بود. او برخی از آهنگ‌های خود را برای نمایندگی از ریپابلیک رکوردز در رویدادی در شهر نیویورک پخش کرد و این لیبل با او قرارداد امضا کرد. در ماه مه، ریپابلیک رکوردز قرارداد ضبط را اعلام کرد و استاینفلد در حال کار بر روی اولین انتشار خود بود.

### ۲۰۱۵–۲۰۱۸: هنرپیشه تثبیت شده، آلبوم هایز و سایر تلاش‌های دنیای موسیقی

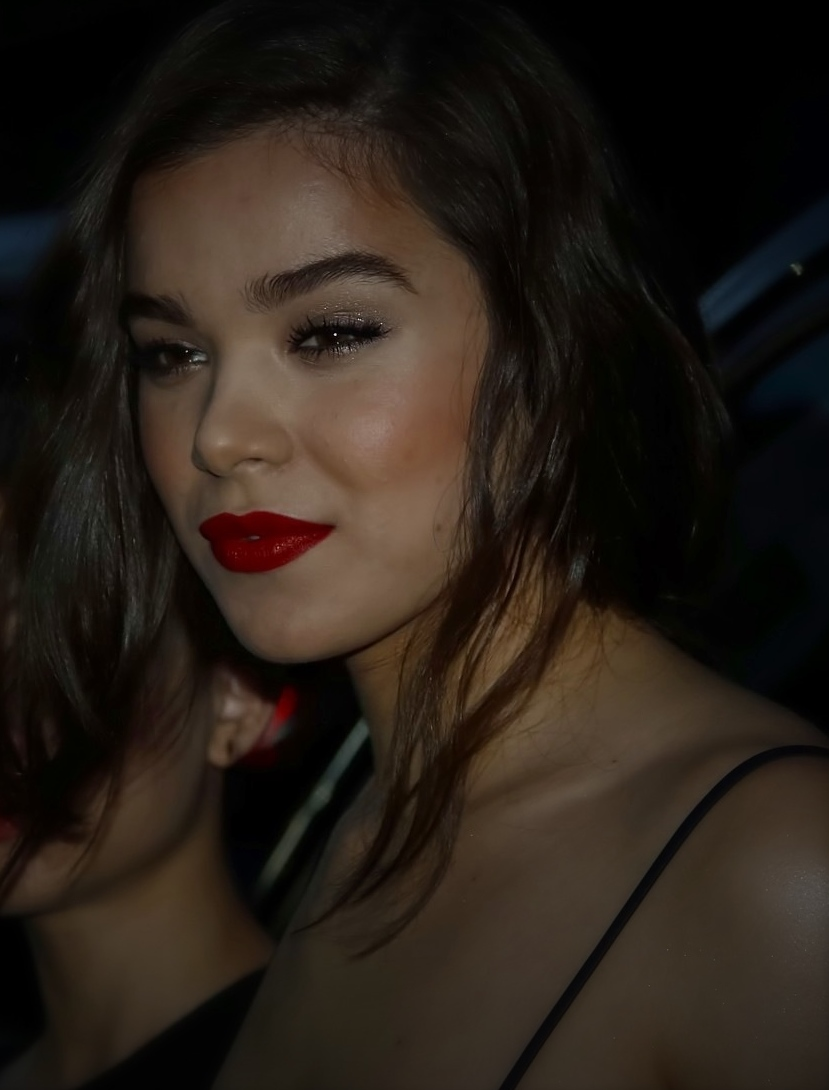
عکس استاینفلد در سال ۲۰۱۵ در هفته مد نیویورک

در ژوئیه ۲۰۱۵، استاینفلد و خواننده و ترانه‌سرا، شان مندز نسخه آکوستیک تک‌آهنگ مندز، «بخیه‌ها» را منتشر کردند. ماه بعد، استاینفلد اولین تک آهنگ خود را با نام «خودم را دوست دارم» با ریپابلیک رکوردز منتشر کرد. این آهنگ به دلیل پیام قدرتمند و همچنین اشعار پیشنهادیش باعث شد رسانه‌ها این آهنگ را «قصیده‌ای برای خودارضایی» نامگذاری کنند و توجه رسانه‌ها را به خود جلب کرد.همچنین در آغاز همه‌گیری ویروس کرونا در سال ۲۰۲۰ میلادی، این آهنگ برای مفهومی که داشت، در اینترنت، بیش از پیش دست به دست شد.
اولین آلبوم طولانی استاینفلد، هایز (نام مستعاری که طرفدارانش از آن به عنوان هیلی که نام آلبوم وی نیز شد، استفاده می‌کردند)، در نوامبر ۲۰۱۵ منتشر شد. آلبوم هایز توسط متمن اند رابین تهیه شده است و جولیا مایکلز و جاستین ترانتر نویسندگان مشترک آن هستند. این آلبوم جمعاً با نقدهای مثبت منتشر شد. در ماه فوریه ۲۰۱۶، استاینفلد نسخه ریمیکس شده آهنگ «راک پایین» را به عنوان دومین تک آهنگ با گروه موسیقی پاپ فانک آمریکایی دی‌ان‌سی‌ای کرد. تک‌آهنگ بعدی استاینفلد به نام «گرسنگی» در ماه ژوئیه ۲۰۱۶ منتشر شد و مورد تحسین منتقدان قرار گرفت. این آهنگ یک همکاری با گری با حضور موسیقی دان، زد است و به بزرگ‌ترین موفقیت او تا به امروز تبدیل شد که در ایتالیا، نیوزلند، سوئد، بریتانیا و ایالات متحده مقام پلاتین شد، در حالی که پلاتین دو برابر در استرالیا و پلاتین سه‌گانه در کانادا را دریافت کرد.
در سپتامبر ۲۰۱۶، استاینفلد نقش اصلی را در فیلم آستانه هفده‌سالگی بازی کرد، یک کمدی دوران بلوغ (تینیجری) با بازی بلیک جنر، وودی هرلسون و کیرا سجویک، و نویسندگی و کارگردانی کلی فرمون کریگ است. این فیلم در ۱۸ نوامبر ۲۰۱۶ اکران شد و بازخوردهای مثبتی دریافت کرد. عملکرد استاینفلد مورد تحسین قرار گرفت و نامزدی جایزه گلدن گلوب را برای وی به ارمغان آورد.
در اوایل سال ۲۰۱۷، استاینفلد در دو آهنگ، خوانندگی کرد. عبارت اند از: «عشق رو بهت نشون میدم» و «عشق دیجیتال». در ماه مارس، استاینفلد در آهنگ رپر آمریکایی میشن گان کلی به نام «در بهترین حالت من» که از سومین آلبوم استودیویی او بلوم گرفته شده بود، حضور داشت. یک ماه بعد، استاینفلد تک آهنگ بعدی خود را با نام «بیش تر دخترها» منتشر کرد. این تک آهنگ که دربارهٔ قدرت بانوان و صفت‌های آنان است، در فضای اجتماعی، محبوب شد و توانست توجهات زیادی را به خود جلب کند.
این آهنگ نقدهای مثبتی نیز دریافت کرد و به رتبه ۵۸ جدول بیلبورد هات ۱۰۰ در ایالات متحده دست یافت. استاینفلد این آهنگ را برای اولین بار در جوایز موسیقی رادیو دیزنی ۲۰۱۷ در ۲۹ آوریل به صورت زنده اجرا کرد. یک موزیک ویدیو از این آهنگ منتشر شد و به دلیل پیامش مورد تحسین قرار گرفت، اما همچنین انتقادهایی را به دلیل عدم تنوع بخش‌های آهنگ برانگیخت. استاینفلد همچنین برای بار دوم، نقش امیلی جونک را در آوازخوان حرفه‌ای ۳(۲۰۱۷) بازی کرد. در سپتامبر ۲۰۱۷، استاینفلد تک‌آهنگ «بگذار بروم» را منتشر کرد که با همکاری آلسو، تهیه‌کننده سوئدی ضبط، فلوریدا جورجیا لاین و اندرو وات در آن حضور داشتند، که به رتبه ۱۳ در ۴۰ آهنگ برتر جریان اصلی رسید. در همان ماه او در ریمیکس "Plot Twist" اثر مارک. ای بیسی ظاهر شد. در ۱۲ ژانویه ۲۰۱۸، استاینفلد آهنگ «حروف بزرگ» را برای موسیقی متن فیلم پنجاه طیف آزادی منتشر کرد. این آهنگ نقدهای مثبتی دریافت کرد و در جدول تک‌آهنگ‌های بابلینگ آندر هات ۱۰۰ به رتبه ۱۲ رسید. در مارس ۲۰۱۸، استاینفلد فاش کرد که در حال پایان دادن به کار خود بر روی اولین آلبوم استودیوییش است. او ماه بعد در مراسم پنجمین دوره جوایز انتخاب اندونزی در جاکارتا، اندونزی اجرا کرد. سپس استاینفلد آهنگ "رنگ" را با ام‌ان‌ای‌ک در ۱ ژوئن اجرا کرد. در سپتامبر، او در آلبوم رپر لاجیک، یعنی آلبوم وای‌اس‌آی‌وی، در آهنگ "Ordinary Day" و در آلبوم شیک که دربارهٔ زمان هست و در آهنگ "با من برقص" حضور داشت.
در اواخر سال ۲۰۱۸، استاینفلد در فیلم اسپین‌آفِ تبدیل شوندگان که روایتگر داستان شخصیت بامبلبی بود، یعنی بامبلبی بازی کرد و صدای خود را در نقش گوئن استیسی/زن عنکبوتی در فیلم انیمیشن برنده جایزه اسکار مرد عنکبوتی: به درون دنیای عنکبوتی ارائه کرد. در نوامبر، آهنگ «بازگشت به زندگی» از وی به عنوان یک تک‌آهنگ از موسیقی متن فیلم بامبلبی منتشر شد. این اولین باری بود که استاینفلد آهنگی را برای فیلمی که در آن بازی کرده بود منتشر می‌کرد، به جز آهنگی که در آوازخوان حرفه ای داشت. در همان ماه، میزبانی و اجرای جوایز موسیقی MTV اروپا ۲۰۱۸ در بیلبائو، اسپانیا را عهده‌دار شد.

### ۲۰۱۹-اکنون: آلبوم داستان نیمه نوشته شده و ادامه تحسین‌های مستمر

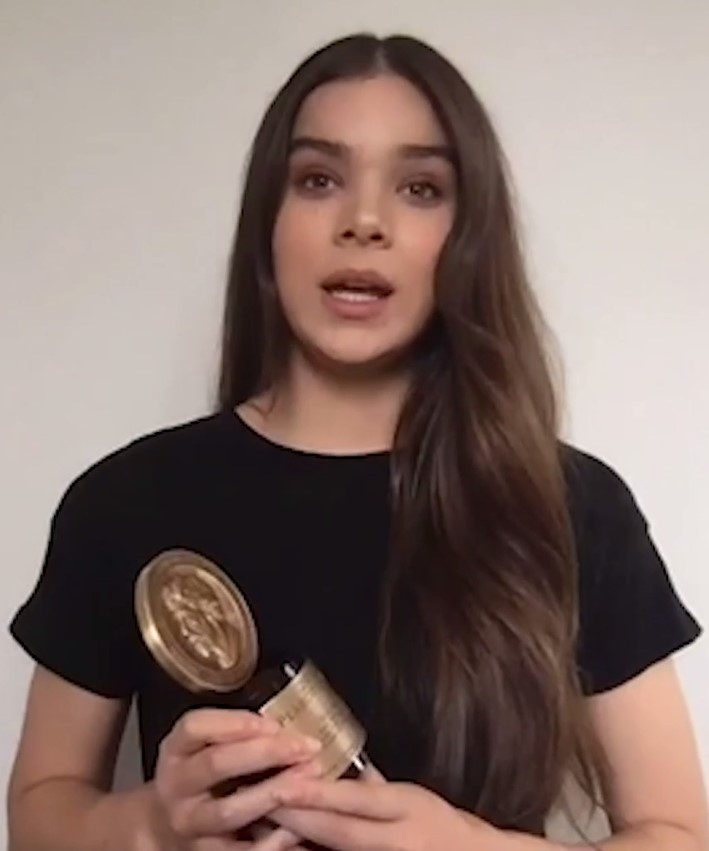
استاینفلد، جایزه پیبادی را برای بازیش در دیکینسون دریافت کرد.

در ژانویه ۲۰۱۹، استاینفلد در ریمیکس «دیر بیدار شد» توسط دراکس پراجکت حضور داشت. در ماه اوت ۲۰۱۹، استاینفلد در موزیک ویدیوی تک‌آهنگ بنی بلانکو و جوس ورلد به نام «فارغ‌التحصیلی» حضور یافت. او همچنین به عنوان یکی از فرشتگان استخدام شده در فیلم فرشتگان چارلی در سال ۲۰۱۹ ظاهر شد و همچنین در فیلم بین دو سرخس نیز، نقش ایفا کرد.
در دسامبر ۲۰۱۸، استاینفلد برای بازی در نقش امیلی دیکینسون در سریالی کمدیی از اپل تی‌وی پلاس، یعنی سریال شخص دیکنسون انتخاب شد. این سریال در ۱ نوامبر ۲۰۱۹ پخش شد. برای تبلیغ این سریال، استاینفلد، آهنگ «زندگی پس از مرگ» را منتشر کرد که در پایان فصل اول سریال شنیده شد. این سریال، در سه فصل پخش شد. در سال ۲۰۲۰، استاینفلد برای بار دوم، برنده جایزه پیبادی شد و دیکنسون را به اولین سریال از اشتراک اپل‌تی‌وی پلاس تبدیل کرد که این جایزه پر افتخار را کسب کرد.
استاینفلد در سال ۲۰۲۰ دو تک‌آهنگ به نام‌های «جهت اشتباه» و «عاشقتم» منتشر کرد. این آهنگ‌ها به ترتیب اولین و دومین تک‌آهنگ از آلبوم داستان نیمه نوشته شده بودند که در ۸ می ۲۰۲۰ منتشر شد. این آلبوم، نقدهای متفاوتی دریافت کرد و منتقدانی از آواز، اعتماد به نفس و آسیب‌ناپذیری استاینفلد تمجید کردند، اما موسیقی را به باد انتقادهای منفی گرفتند. در ۲۸ می ۲۰۲۰، استاینفلد یک تک‌آهنگ با خواننده تایوانی، چن لینونگ، با عنوان «شاهکار» منتشر کرد.
در ماه دسامبر ۲۰۲۰، استاینفلد برای بازی در نقش کیت بیشاپ/هاکای در مجموعهدنیای سینمایی مارول در دیزنی پلاس، انتخاب شد. این مجموعه تلویزیونی در ۲۴ نوامبر ۲۰۲۱ به نمایش درآمد و شامل شش قسمت بود. نقش او در این سریال، نقدهای مثبتی را از سوی منتقدان دریافت کرد. استاینفلد قرار است این نقش را در فیلم‌های آینده نیز، بازی کند که اشاره‌ای است به اینکه قرارداد چند پروژه‌ای را امضا کرده است. استاینفلد همچنین صداپیشگی شخصیت وایولت «وای» را در انیمیشن بزرگسالان آرکین که در ۲۰ نوامبر ۲۰۲۱ منتشر شد، انجام داد. این انیمیشن در دنیای خیالی فرنچایز رسانه‌ای لیگ افسانه‌ها اتفاق می‌افتد.
در آوریل ۲۰۲۲، استاینفلد آهنگی با عنوان «ساحل» را خواند. به مناسبت دو سال از آخرین انتشار موسیقی او، «ساحل» در ۲۸ ژوئیه ۲۰۲۲ منتشر شد و یک «تک‌آهنگ سرخوشانه، مبتنی بر گیتار و سازهای کوبه‌ای» با حضور اندرسون پاک رپر آمریکایی بود. یک نماهنگ/موزیک ویدئو از این آهنگ در فیس‌بوک در ۹ نوامبر ۲۰۲۲ برای اولین بار پخش شد. یک نسخه آکوستیک نیز، در ۷ دسامبر ۲۰۲۲ منتشر شد. در مارس ۲۰۲۳، استاینفلد «SunKissing» را منتشر کرد که رولینگ استون آن را به‌عنوان یک «حسی، پاپ الکتریک با پشتوانه گیتار کرم گوشی» توصیف کرد.

#### پروژه‌های آینده
در سال‌های ۲۰۲۳ و ۲۰۲۴، استاینفلد قرار است با صدایش، نقش گوئن استیسی/اسپایدر-گوئن را در انیمیشن مرد عنکبوتی: در میان دنیای عنکبوتی و دنباله آن، مرد عنکبوتی: در میان دنیای عنکبوتی تکرار کند. فصل دوم آرکین نیز برنامه‌ریزی شده است.

## اوایل زندگی
هیلی متولد محله تارزانا در شهر لس‌آنجلس است. مادرش شری، طراح داخلی، و پدرش پیتر، مربی شخصی زیبایی اندام است. وی یک برادر بزرگ‌تر به نام گریفین دارد. پدر استاینفلد یهودی و مادر او مسیحی است. پدربزرگ مادری او، ریکاردو دوماسین، نیمی فیلیپینی و نیمی افریقایی-آمریکایی بود. او در آگورا هیلز و هزاراوکس، کالیفرنیا، بزرگ شد.
هیلی در مدرسه راهنمایی کولینا درس خوانده او از سال ۲۰۰۸ تا فارغ‌التحصیلی در سال ۲۰۱۵ در خانه تحصیل کرد.

## بازیگری
هیلی بازیگری را از سن ۸ سالگی و با بازی در فیلم‌های کوتاه شروع کرد تا تجربه کافی را به‌دست‌آورد. در این دوره بود که وی در فیلم کوتاه او یک روباه است نقش تالیا را بازی کرد. این فیلم از فیلم‌های موفق در کسب جایزه بود. سپس در چند برنامه آگهی تلویزیونی ظاهر شد و در چندین برنامهٔ دیگر به عنوان میهمان برنامه حضور پیدا کرد.
در سال ۲۰۱۰ و زمانی که ۱۴ سال داشت در فیلم شجاعت واقعی نقش‌آفرینی کرد. برای حضور در این فیلم، هلی از بین ۱۵٫۰۰۰ دختر نامزد دریافت این نقش، انتخاب شد. در این فیلم که اثری از برادران کوئن بود وی با بازیگرانی چون مت دیمون هم‌بازی بود و بخاطر بازی در آن نامزد دریافت جایزه اسکار بهترین بازیگر نقش مکمل زن شد. همچنین وی با نقش‌آفرینی در فیلم‌های بازی اندر (۲۰۱۳)، رومئو و ژولیت، دوباره شروع کن (۲۰۱۳) و ۳ روز تا کشتن (۲۰۱۴) مورد توجه قرار گرفت. او در فیلم آوازخوان حرفه‌ای ۲ و آوازخوان حرفه‌ای ۳ (۲۰۱۵، ۲۰۱۷) ظاهر شد.
در ۲۰۱۶ در فیلم آستانه هفده‌سالگی نیز حضور یافت که این فیلم نامزد دریافت جایزه گلدن گلوب شد.
در سال ۲۰۱۸، صداپیشگی نقش «گوئن اِستِیسی» در انیمیشن مرد عنکبوتی: به درون دنیای عنکبوتی را به عهده گرفت و در فیلم بامبلبی هم به‌عنوان بازیگر و هم به‌عنوان خواننده یکی از ترانه‌های این فیلم حضور یافت.
در سال ۲۰۱۹ به بازی در مجموعه تلویزیونی بیوگرافی دیکینسون که بر اساس زندگی شاعر آمریکایی امیلی دیکنسون پرداخت.

## فیلم‌شناسی
| سال  | عنوان                              | نقش                                |
| ---- | ---------------------------------- | ---------------------------------- |
| ۲۰۱۰ | شجاعت واقعی                        | متی راس                            |
| ۲۰۱۳ | دوباره شروع کن                     | ویولت مولیگان                      |
| ۲۰۱۳ | عشق و نفرت                         |                                    |
| ۲۰۱۳ | بازی اندر                          | پترا آرگاریان                      |
| ۲۰۱۳ | رومئو و ژولیت                      | ژولیت                              |
| ۲۰۱۴ | اتاق نگهداری                       | لوئیس                              |
| ۲۰۱۴ | مرد خانه                           | تابیتا هاچینسون                    |
| ۲۰۱۴ | ۳ روز برای کشتن                    | زویی رنر                           |
| ۲۰۱۵ | ده هزار قدیس                       | الیزا اوبانسکی                     |
| ۲۰۱۵ | آوازخوان حرفه‌ای ۲                  | امیلی چانک                         |
| ۲۰۱۵ | وقتی مارنی آنجا بود                | آنا ساسیکی (صداپیشه)               |
| ۲۰۱۵ | غیر مرگبار                         | مگان والس                          |
| ۲۰۱۶ | در آستانه هفده سالگی               | نِیدین فرانکلین                     |
| ۲۰۱۶ | بیمه عمر                           | کیت بارو                           |
| ۲۰۱۷ | آوازخوان حرفه‌ای ۳                  | امیلی چانک                         |
| ۲۰۱۸ | مرد عنکبوتی: به درون دنیای عنکبوتی | گوئن استیسی / زن عنکبوتی (صداپیشه) |
| ۲۰۱۸ | بامبلبی                            | چارلی واتسون                       |
| ۲۰۱۹ | دیکینسون                           | امیلی دیکینسون                     |
| ۲۰۲۱ | آرکین                              | وای (صداپیشه)                      |
| ۲۰۲۱ | هاکای                              | کیت بیشاپ                          |
| ۲۰۲۳ | مرد عنکبوتی: در میان دنیای عنکبوتی | گوئن استیسی / زن عنکبوتی (صداپیشه) |

۲۰۲۵ 
Sinners

## موزیک ویدیو
| سال  | آهنگ              | خواننده                                      |
| ---- | ----------------- | -------------------------------------------- |
| ۲۰۱۵ | "کینه (ترانه)"    | تیلور سوییفت                                 |
| ۲۰۱۵ | "Love Myself"     | هیلی استاینفلد                               |
| ۲۰۱۵ | "Sing"            | پنتاتونیکس                                   |
| ۲۰۱۶ | "Rock Bottom"     | دی‌ان‌سی‌ای و هیلی استاینفلد                    |
| ۲۰۱۶ | "Starving"        | هیلی استاینفلد و زد (موسیقی‌دان)              |
| ۲۰۱۷ | "At My Best"      | مشین گان کلی و هیلی استاینفلد                |
| ۲۰۱۷ | "Most Girls"      | هیلی استاینفلد                               |
| ۲۰۱۷ | "Let Me Go"       | هیلی استاینفلد و الیسو و فلوریدا جورجیا لاین |
| ۲۰۱۸ | "Capital Letters" | هیلی استاینفلد                               |
| ۲۰۱۸ | "Colour"          | ام‌ان‌ئی‌کی و هیلی استاینفلد                    |
| ۲۰۱۹ | "After life"      | هیلی استاینفلد                               |
| ۲۰۲۲ | "Coast"           | هیلی استاینفلد و اندرسون پاک                 |
|      |                   |                                              |